# Turowice (powiat grójecki)
Turowice – wieś sołecka w Polsce położona w województwie mazowieckim, w powiecie grójeckim, w gminie Jasieniec.
Wieś szlachecka położona była w drugiej połowie XVI wieku w powiecie grójeckim ziemi czerskiej województwa mazowieckiego. 
W latach 1975–1998 miejscowość należała administracyjnie do województwa radomskiego.
We wsi znajduje się dwór z pierwszej połowy XIX wieku .